# Nad Nowinami
 
Nad Nowinami – polana na grzbiecie głównym Pasma Lubomira i Łysiny. Pasmo to według Jerzego Kondrackiego należy do Beskidu Wyspowego. Na mapach i w przewodnikach turystycznych zaliczane jest przeważnie do Beskidu Makowskiego, zwykle jednak opisywane jest właśnie razem z Beskidem Wyspowym. Administracyjnie należy do miejscowości Pcim w województwie małopolskim, w powiecie myślenickim, w gminie Pcim.
Nazwa polany pochodzi od polany Nowiny, znajdującej się tuż obok położonego wysoko w górach i należącego do Pcimia przysiółka Kudłacze (znajduje się powyżej – nad Nowinami). Nazwę polany podaje przewodnik „Beskid Myślenicki”, na mapach zwykle polana nie posiada nazwy. W górnej części polany, tuż przy jej granicy z lasem znajduje się schronisko PTTK na Kudłaczach.
Jest to duża polana i położona na grzbiecie, więc rozciągają się z niej szerokie widoki. Ze zdjęć satelitarnych mapy Geoportal widać, że polana jest koszona i częściowo użytkowana rolniczo. Przewodnik „Beskid Myślenicki” tak opisuje panoramę widokową z polany Nad Nowinami: „Widoczna stąd panorama należy do najpiękniejszych w całym Beskidzie Myślenickim. Jej urok podkreśla wyeksponowana dolina Raby, bliskość Beskidu Wyspowego, rzucający się w oczy szczyt królowej Beskidów Babiej Góry i działająca na wyobraźnię odległa perspektywa Tatr oraz Gór Choczańskich”.

## Piesze szlaki turystyczne
Myślenice – Uklejna – Działek (węzeł szlaków) – polana Nad Nowinami – Łysina – Lubomir – Kasina Wielka
 Poręba – Przełęcz Sucha – Polana nad Nowinami
 Pcim – Kudłacze – Polana nad Nowinami – Łysina
Do schroniska prowadzi również droga asfaltowa przez osiedle Pcim Sucha Działy (kończy się ok. 500 m przed obiektem).

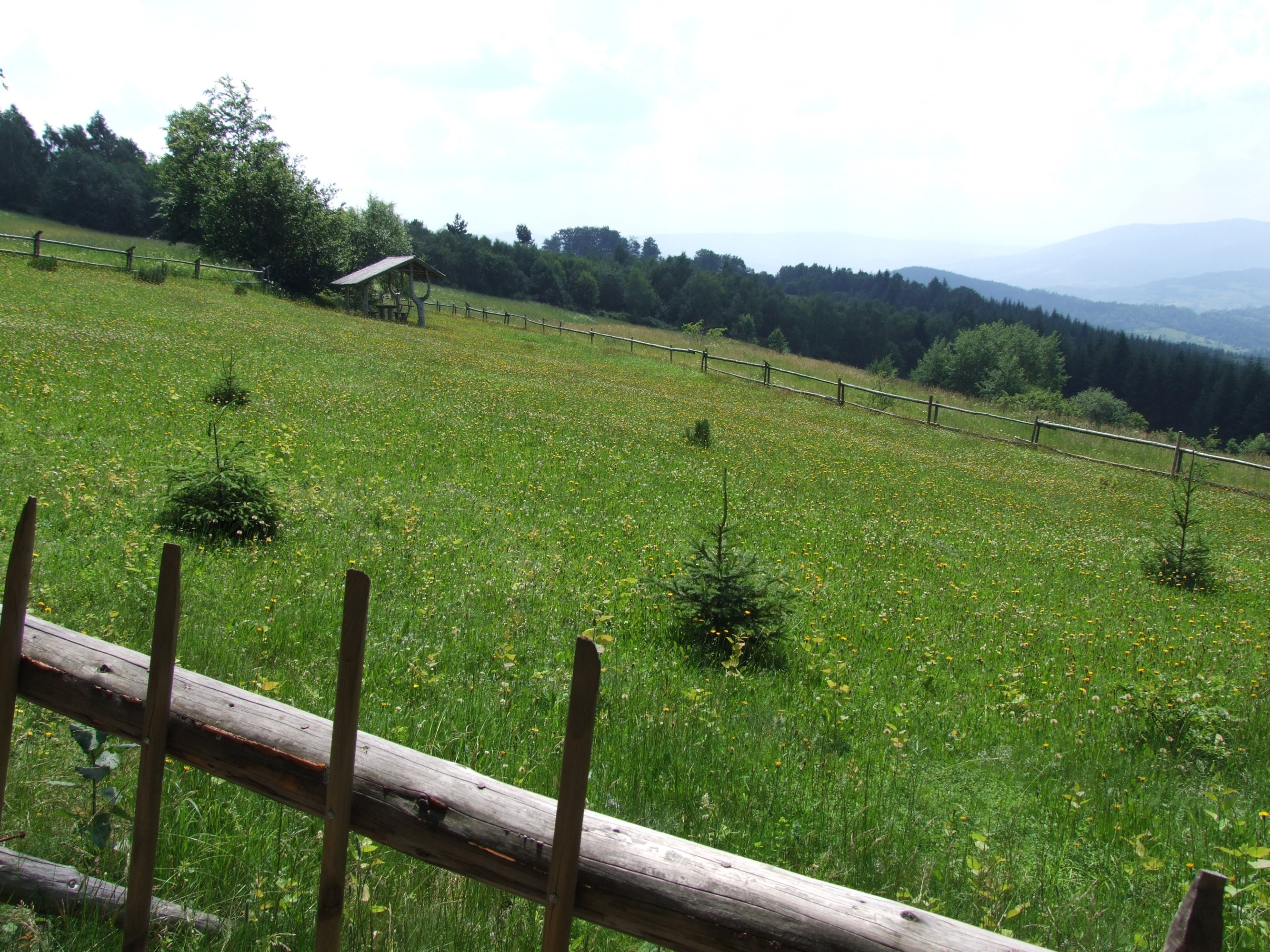
Polana Nad Nowinami
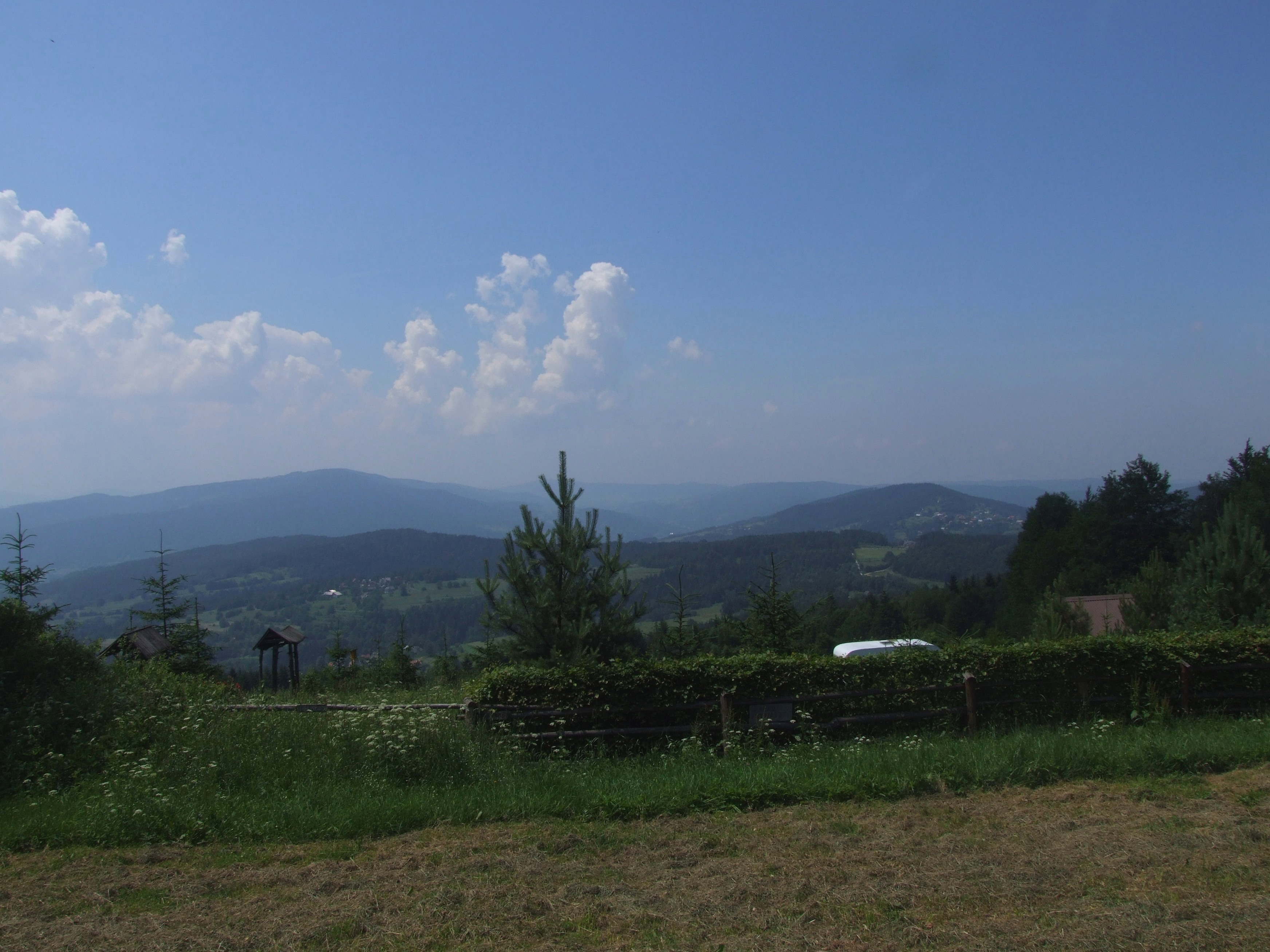
Widok z polany Nad Nowinami
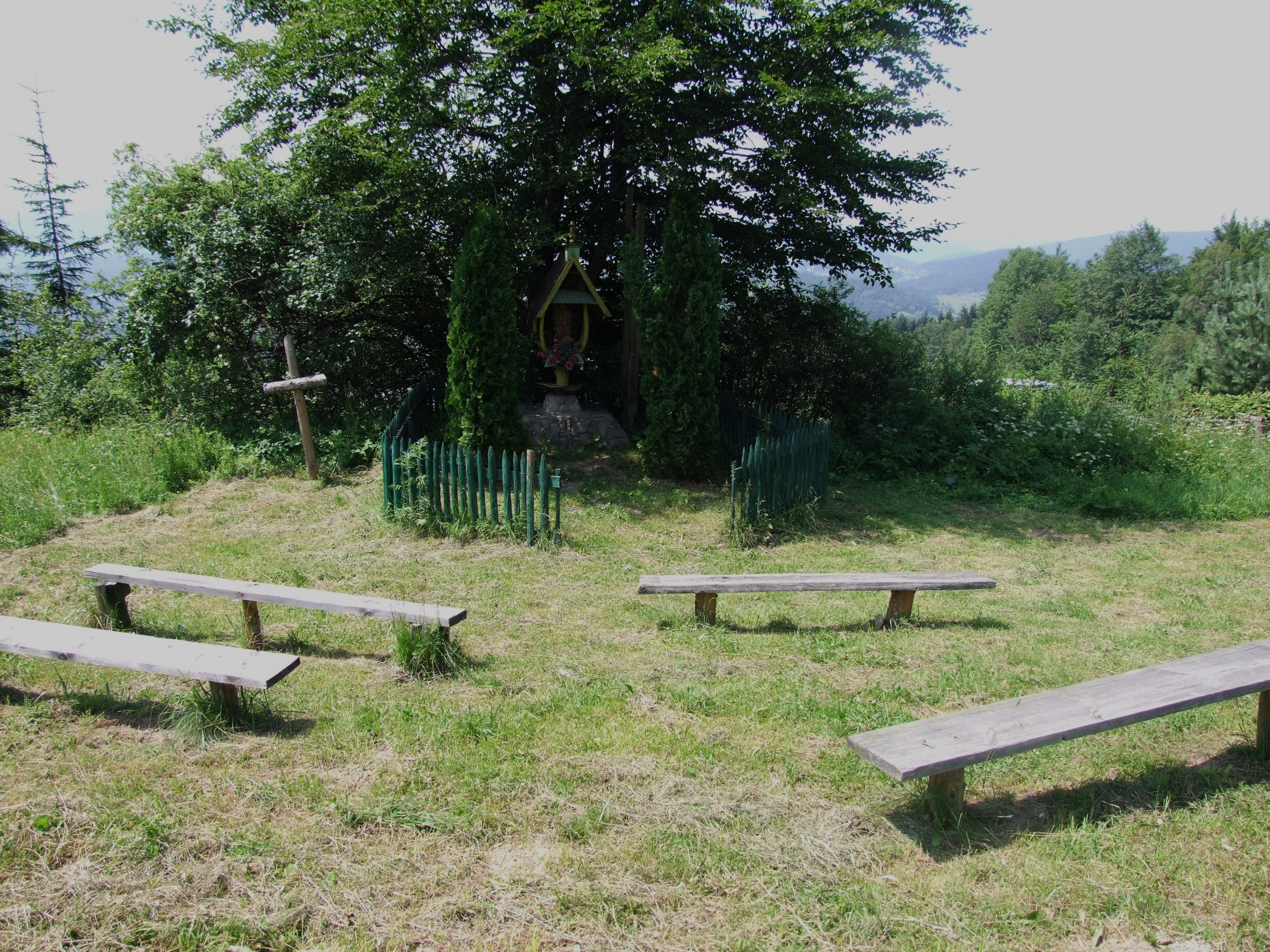
Miejsce biwakowe